# Общегосударственная автоматизированная система учёта и обработки информации
Общегосударственная автоматизированная система учёта и обработки информации ОГАС — предложенный, но так и не принятый к реализации руководством СССР проект системы автоматизированного управления экономикой СССР, основанной на принципах кибернетики и включающей в себя компьютерную сеть, связывающую вычислительные центры сбора и обработки данных во всех регионах страны.
В своей книге «Основы безбумажной информатики» разработчик системы В. М. Глушков даёт такое определение ОГАС:

В решениях XXIV съезда КПСС ОГАС определена как Общегосударственная автоматизированная система сбора и обработки информации для учёта, планирования и управления… Помимо учёта и текущего управления, главной задачей вертикальных связей в ОГАС является обеспечение системы объёмно-календарного территориально-отраслевого планирования во всех звеньях экономики (от Госплана СССР до цеха, участка, а в краткосрочном планировании - и до отдельных рабочих мест)… Смысл вертикальных связей в ОГАС в этом аспекте состоит в том, чтобы обеспечить интеграцию локальных программ по всем уровням иерархии территориального управления вплоть до общесоюзного уровня.

## 1950-е годы
Анатолий Иванович Китов в 1951/52 гг. в спецхране СКБ-245 познакомился с книгой Норберта Винера «Cybernetics» и пришёл к выводу, что кибернетика никакая не «буржуазная лженаука», как тогда её в СССР официально именовали, а хорошая и полезная наука. Тогда же А. И. Китов написал текст фундаментальной статьи «Основные черты кибернетики». Но потребовались годы борьбы за кибернетику, заключавшейся в многочисленных выступлениях А. И. Китова, А. А. Ляпунова и немногочисленной группы их соратников, чтобы эта статья получила разрешение Идеологического отдела ЦК КПСС на опубликование. Наконец, в 1955 году статья «Основные черты кибернетики» за подписями А. И. Китова, С. Л. Соболева и А. А. Ляпунова была опубликована в четвёртом номере журнала «Вопросы философии» (главное идеологическое издание ЦК КПСС). Это была первая позитивная статья о кибернетике в СССР, ставшая важной теоретической вехой в развитии советской кибернетики и ознаменовавшая победу в борьбе за признание в СССР кибернетики как науки. Вот как вспоминает об этом известный кибернетик М. Г. Гаазе-Рапопорт:
На одном из заседаний методологического семинара в военном НИИ (НИИ-5 МО СССР) было решено поставить вопрос о позитивном значении кибернетики. Там должны были выступать трое товарищей — А. И. Китов, И. А. Полетаев и я. А. И. Китов пришёл с довольно большой статьёй о кибернетике. Эту статью нам удалось посмотреть. Потом она была показана А. А. Ляпунову, который приписал к ней несколько страниц и показал С. Л. Соболеву, С. Л. Соболев тоже согласился поставить под ней подпись. В результате получилась известная статья «Основные черты кибернетики» в четвёртом номере «Вопросов философии», за 1955 г., подписанная Соболевым, Китовым и Ляпуновым. Собственно, отсюда всё и началось.
В мае 1954 года А. И. Китов возглавил созданный им головной вычислительный центр Министерства обороны СССР (ВЦ № 1 МО СССР, позднее ставший ЦНИИ-27 МО СССР, в/ч 01168). В этом вычислительном центре А. И. Китову удалось создать сильный научный коллектив специалистов в области математических методов, алгоритмирования, разработки и внедрения сложных программных комплексов, а также инженеров в области разработки и эксплуатации вычислительной техники: Л. А. Люстерник, А. А. Ляпунов, Л. И. Гутенмахер, Н. А. Криницкий, И. А. Полетаев, Н. П. Бусленко, Г. Г. Белоногов, Г. А. Миронов, Г. Д. Фролов, А. М. Бухтияров, В. П. Исаев, П. Н. Комолов, А. Н. Нечаев, В. И. Богатырёв, К. В. Тараканов, С. А. Абрамов и другие. Под его руководством в стенах ВЦ № 1 было организовано непрерывное дообучение и специалистов, и молодых сотрудников; сам Анатолий Иванович Китов преподавал основы программирования для цифровых ЭВМ.
Первым, кто поставил перед высшим руководством Советского Союза и научной общественностью вопрос о необходимости управления экономикой СССР в масштабах всей страны на основе повсеместного применения электронных вычислительных машин (ЭВМ), был Анатолий Иванович Китов. Первопроходческую роль А. И. Китова в связи с его предложениями о создании Общегосударственной автоматизированной системы управления на основе Единой государственной сети вычислительных центров (ЕГСВЦ) отмечают ряд известных отечественных и зарубежных историков науки. Так, сотрудник Института истории науки им. И. Ньютона при Массачусетском технологическом институте В. А. Герович отмечает: «Первое предложение создать в СССР общенациональную компьютерную сеть многоцелевого назначения, в первую очередь для экономического управления в масштабе всей страны, поступило непосредственно из Вооружённых сил СССР от инженер-полковника Анатолия Ивановича Китова». Об этом же пишет и известный учёный и историк информатики Б. Н. Малиновский в своей известной книге: «Осенью 1959 года А. И. Китову пришла в голову идея о целесообразности создания единой автоматизированной системы для управления Вооружёнными силами и народным хозяйством страны на базе общесоюзной сети вычислительных центров, создаваемых и обслуживаемых Министерством обороны. При большом отставании в производстве ЭВМ от США концентрация выпускаемых ЭВМ в мощных вычислительных центрах и их чёткая и надёжная эксплуатация военным персоналом позволили бы сделать резкий скачок в использовании ЭВМ».
Ещё в начале 1956 года Китовым впервые было сказано о возможности автоматизации управления на основе применения ЭВМ в написанной им книге «Электронные цифровые машины» — первой отечественной книге по ЭВМ и программированию. Г. И. Марчук, в 1986—1991 гг. являвшийся президентом Академии наук СССР, сказал, что эта книга Китова «фактически сделала переворот в сознании многих исследователей». Б. Н. Малиновский указывает, что В. М. Глушков свои первые компьютерные знания получил именно из этой книги: «Ещё до приезда в Киев, живя в Свердловске, Глушков в 1956 году прочитал его (Китова — ред.) книгу „Электронные цифровые машины“ — первую книгу-учебник по вычислительной технике», а В. П. Исаев указывает, что «Эту монографию А. И. Китова можно считать предтечей отечественных АСУ».
В 1958 г. Китов поставил вопрос о создании системы управления экономикой СССР на основе единой государственной сети ЭВМ в общесоюзном масштабе. Это своё предложение он продекларировал в брошюре «Электронные вычислительные машины», опубликованной массовым тиражом Всесоюзным обществом «Знание». В этой работе впервые в СССР была изложена перспектива «комплексной автоматизации информационной работы и процессов административного управления и планирования в масштабах всей страны». Предлагалось объединить все крупные вычислительные центры в Единую государственную сеть вычислительных центров.
Предложение о перестройке управления экономикой СССР путём создания общегосударственной автоматизированной системы управления народным хозяйством страны на основе ЕГСВЦ содержалось в письме Китова главе СССР Н. С. Хрущёву, которое он послал в ЦК КПСС 7 января 1959 г. В этом письме он предложил создать общенациональную компьютерную сеть многоцелевого назначения, предназначенную для планирования и управления экономикой в масштабе всей страны. Там же Китов предложил главе Правительства СССР, «чтобы дело не было пущено на самотёк», создать единый координирующий общесоюзный орган по разработке, внедрению и эксплуатации всех АСУ в стране — «Госкомупр». Китов был глубоко убеждённым сторонником того, что без создания такого управляющего государственного органа, подчиняющегося кому-нибудь из членов Политбюро ЦК КПСС, дело создания Общегосударственной АСУ страны будет обречено на неудачу. Китов считал, что создание Госкомупра позволило бы вести работы по АСУ по согласованным централизованным планам и было бы свидетельством того, что высшее руководство СССР «не на словах, а на деле» поддерживает создание общегосударственной автоматизированной системы управления народным хозяйством страны. В принципиальных спорах с ближайшими коллегами Китов прямо утверждал: «Без общесоюзного министерства АСУ, отчитывающегося непосредственно перед Политбюро», ничего с внедрением общегосударственной автоматизированной системы управления народным хозяйством страны не выйдет. Как известно, Госкомупр в СССР так создан и не был.
Руководство СССР частично поддержало предложения, содержавшиеся в письме Китова от 07.01.1959 — было принято совместное Постановление ЦК КПСС и Совета Министров СССР (май 1959 г.) об ускоренном создании новых ЭВМ и широком их использовании в различных областях хозяйственной жизни. Однако, главное предложение Китова об автоматизации управления экономикой всего СССР на основе создания Единой государственной сети вычислительных центров (ЕГСВЦ) в этом Постановлении учтено не было.

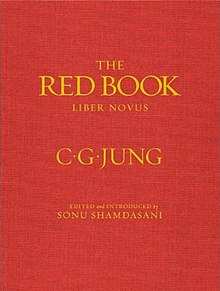
Рукопись Анатолия Китова 1959 года относительно его проекта «Красная книга» — единой системы управления Народным хозяйством СССР и Вооружёнными силами страны.

Осенью 1959 г. Китов послал Хрущёву второе письмо, в котором он предложил способ существенного сокращения затрат государства на создание Общегосударственной автоматизированной системы управления экономикой СССР на основе ЕГСВЦ. Это второе письмо Китова содержало разработанный им ещё более радикальный 200-страничный проект «Красная книга» — проект создания Общесоюзной сети ВЦ двойного назначения — военного и гражданского, для управления экономикой страны в мирное время и Вооружёнными силами СССР в военное. Китов предлагал вместо распыления по десяткам тысяч предприятий, учреждений и организаций СССР средств ВТ сосредоточить их в Единой государственной сети мощных вычислительных центров военного подчинения. В мирное время эти центры должны были решать народно-хозяйственные и научно-технические задачи как для центральных органов, так и для региональных предприятий и учреждений. Военные задачи должны были решаться в случае возникновения «особых периодов». Обслуживаться эти мощные ВЦ должны были военным персоналом и доступ к ним должен быть дистанционным. Научный руководитель НИИ «Квант», академик РАН В. К. Левин в своей статье «Наше общее дело» пишет:
Большой резонанс имело письмо Анатолия Ивановича Китова в правительственные инстанции в 1959 г., где им было выдвинуто предложение об объединении между собой ЭВМ, распределённых на территории всей страны, и о создании тем самым сети ВЦ общегосударственного значения в интересах народного хозяйства и обороны. По существу, предопределялось то, что впоследствии получило мировое развитие и сейчас называется Grid-технологиями − объединение многих вычислительных ресурсов для решения задач глобального масштаба.
В 1959—1962 гг. Китов продолжает отстаивать и пропагандировать свои взгляды в его докладах и публикациях. Важное значение имел сделанный им в 1959 году доклад «О возможностях автоматизации управления народным хозяйством» на Всесоюзной конференции по математике и вычислительной технике — первый в стране доклад по тематике АСУ. Это подчёркивал и В. М. Глушков в своих лекциях, которые он читал в Академии управления народным хозяйством для управленцев СССР высшего звена. Позднее, этот первый в стране доклад по АСУ в виде отдельной статьи был опубликован в 1961 году. Одной из ключевых для будущей ОГАС стала опубликованная Китовым в 1961 г., в преддверии XXII съезда КПСС, статья по АСУ страны (16). Это была пионерская основополагающая работа о насущной необходимости перестройки в СССР технологии управления путём создания Общегосударственной автоматизированной системы управления национальной экономикой. В статье вся советская экономика ьинтерпретировалась как «сложная кибернетическая система, которая включает огромное число взаимосвязанных контролируемых циклов». Китов предлагал оптимизировать функционирование этой системы, создавая большое количество распределённых по всей территории Советского Союза региональных вычислительных центров для того, чтобы собирать, обрабатывать и перераспределять экономические данные для эффективного планирования и управления. Как предлагал А. И. Китов — Объединение всех этих вычислительных центров в общенациональную сеть привело бы к созданию «Единой централизованной автоматизированной системы управления народным хозяйством страны». Эта публикация Китова обосновывала необходимость создания национальной системы автоматизации управления народным хозяйством страны на основе Единой государственной сети вычислительных центров страны. Эта статья  А. И. Китова получила большой резонанс в Советском Союзе и за рубежом (в частности, в США, где была опубликована в известном журнале «Operations Research» (Vol.11, № 6, nov.-dec.) развёрнутая положительная рецензия, в которой особо выделялся раздел статьи "О Единой государственной сети вычислительных центров", посвящённый ЕГСВЦ.
А. И. Китов настоятельно убеждал руководство страны в том, что реализация его проекта «Красная книга» позволит СССР обогнать США в области разработки и использования вычислительной техники, не догоняя их (как он писал «Обогнать США, не догоняя»). Однако резкая критика состояния дел в МО СССР с внедрением ЭВМ, содержащаяся в преамбуле к докладу, подготовленному осенью 1959 года для ЦК КПСС, а также предложения по коренной перестройке системы управления как в Министерстве обороны, так и в высших эшелонах власти СССР, содержащиеся в докладе, определили негативное отношение к докладу со стороны руководства Министерства обороны СССР и работников аппарата ЦК КПСС, что в конечном итоге привело к исключению А. И. Китова из КПСС и снятию с занимаемой должности. Проект «Красная книга» был отвергнут.

## 1960/1970-е годы
С начала 1960-х годов Коммунистическая партия Советского Союза рассматривала возможность создания взаимосвязанной компьютеризированной системы распределения ресурсов на основе принципов кибернетики. Это развитие рассматривалось как основа для перехода к оптимальному планированию, которое могло бы стать основой более развитой формы социалистической экономики, основанной на информационной децентрализации и инновациях. Это рассматривалось как логическое продолжение, учитывая, что система материальных балансов ориентирована на быструю индустриализацию, которую Советский Союз уже достиг в предыдущие десятилетия.
К началу 1970-х годов идея ОГАС была оставлена советским руководством, считавшим, что система угрожает партийному контролю над экономикой. К началу 1970-х годов официальный интерес к этой системе закончился.
Погибнуть оригинальной идее А. И. Китова не дал директор Института кибернетики АН УССР Виктор Михайлович Глушков (1923—1982). Он переосмыслил проект А. И. Китова и заручился в 1962 году поддержкой А. Н. Косыгина (работавшего в то время заместителем Председателя СМ СССР) активизации работ по созданию автоматизированных систем управления (АСУ). В стране началась масштабная кампания по созданию различных АСУ в государственных ведомствах и на предприятиях, которая захватила сотни тысяч советских граждан и продолжалась вплоть до начала Перестройки. С середины 1960-х годов и вплоть до своей кончины в январе 1982 фактическим идеологом многих работ по АСУ являлся В. М. Глушков. К середине 1964 года под его руководством группой советских учёных, в которую входил и А. И. Китов, был разработан предэскизный проект ЕГСВЦ (Единой государственной сети вычислительных центров). Китов в течение пяти лет был соратником и заместителем В. М. Глушкова по работам, проводимым в области автоматизированных систем управления в девяти оборонных министерствах СССР.

С начала 1970-х годов ЕГСВЦ стали называть ОГАС. ОГАС представлялся в качестве трёхуровневой сети с компьютерным центром в Москве, до 200 центров среднего уровня в других крупных городах и до 20 000 локальных терминалов в экономически значимых местах, обменивающиеся информацией в реальном времени с использованием существующей телефонной сети. Структура также позволит любому терминалу взаимодействовать с любым другим. Далее Глушков предложил использовать систему для перевода Советского Союза в новый тип экономики, используя систему электронных платежей. Проект провалился, потому что просьба Глушкова о финансировании 1 октября 1970 г. была отклонена.

Окончательный вариант структуры ОГАС в иллюстрации В. М. Глушкова. Данная концепция предполагала наличие централизованного (межведомственного) звена, выполняющего функции диспетчеризации и коммуникации сообщений.

Создание ОГАС задумывалось с учётом применяемых в СССР отраслевых методов управления экономикой. Планировалось, помимо территориальной системы Госснаба СССР, также создание территориальных АСУ союзных республик (РАСУ) во главе с вычислительными центрами (ВЦ) при республиканских Госпланах и территориальная сеть вычислительных центров ЦСУ СССР. В связи с переходом от территориальной структуры управления к отраслевой, правительство сочло расточительным вкладывать средства в создание дополнительных опорных вычислительных центров и возложило основную часть функций по оперативному управлению процессами управления текущими материальными потоками между субъектами производственной деятельности на территориальную систему Госснаба СССР. Её основной задачей считалось установление производственно-хозяйственных связей между предприятиями, что, возможно, позволяло бы формировать оптимальную структуру макротехнологического процесса производства в масштабах всего СССР и, как считали разработчики ОГАС, позволило бы осуществлять оперативный контроль за его реализацией.
Осенью 1964 года межведомственной комиссией, состоящей из видных специалистов страны (руководитель Глушков) было предложено предэскизное техническое задание на ЕГСВЦ. Против этого предэскизного ТЗ решительным образом выступило руководство ЦСУ. В 1966 г. ЦСУ представило переработанный вариант этого предэскизного ТЗ на ЕГСВЦ, но против него выступил Госплан СССР. В 1968 г. он представил свои собственные предложения, суть которых сводилась к тому, что стране не нужна единая автоматизированная система, достаточно только отраслевых.
Между тем, стало известно, что «американцы ещё в 1966 году сделали эскизный проект информационной сети» и на 1969 год запланировали «пуск сети ARPANET» — предшественник Интернета.
Только «тогда, — пишет В. М. Глушков, — забеспокоились и у нас». Под руководством заместителя премьера, председателя ГКНТ В. А. Кириллина была создана новая комиссия «с участием министра финансов, министра приборостроения и др.».
Снова закипела работа. «Мы, — вспоминал В. М. Глушков, — предусматривали создание Государственного комитета по совершенствованию управления (Госкомупра)» и при нём «научного центра» из 10-15 институтов.
Ознакомившись с предложениями комиссии, Политбюро поддержало идею созданию ОГАС, разногласия вызвал только вопрос о том, как это сделать, в частности, нужен ли Госкомупр.
В конце концов комиссия пришла к выводу о необходимости подобного органа. Единственно, кто не подписал её предложения, был министр финансов В. Ф. Гарбузов. После этого проект комиссии был вынесен на заседание Политбюро, которое происходило 30 сентября 1970 г.
В результате было решено вместо самостоятельного Госкомупра создать Главное Управление по вычислительной технике при ГКНТ, а вместо «научного центра» — ВНИИ ПОУ.
Первоначально работа над этим проектом была засекречена. Впервые о ней было сообщено в печати только накануне XXIV съезда КПСС в начале 1971 г., когда в директивах девятого пятилетнего плана были упомянуты неведомые многим ОГАС и ГСВЦ.
Этот факт сразу же привлёк к себе внимание США. Профессор Массачусетского университета Лоуренс Грэхем вспоминал, как в 70е гг. ему «показали карту СССР, усеянную будущими взаимосвязанными компьютерными центрами».
Вскоре на страницах «Вашингтон пост» появилась статья Виктора Зорзы «Перфокарта управляет Кремлём», в которой говорилось: «Царь советской кибернетики академик В. М. Глушков предлагает заменить кремлёвских руководителей вычислительными машинами».
Откликнулась и английская «Гардиан», которая разъяснила, что проект В. М. Глушкова имеет своей целью создание глобальной электронной системы, способной «следить за каждым человеком». Эту статью радиоголоса «передавали раз пятнадцать на разных языках на Советский Союз и страны социалистического лагеря».
Таким образом, открыто продемонстрировав своё стремление парализовать работу советских учёных в этом направлении, западные средства массовой информации стали запугивать советскую интеллигенцию и руководство КПСС.
Одним из отражений этой борьбы можно рассматривать статью «США: уроки электронного бума», с которой выступил на страницах «Известий» заведующий отделом Института США и Канады Б. Мильнер. В ней доказывалось, что спрос на вычислительную технику в США прошёл свой пик и начал падать. Связано это с тем, что использовавшие ЭВМ для обработки информации и совершенствования управления фирмы не учли одного важного обстоятельства — электроника требует изменения самой системы управления. Этот вывод, считал автор, тем более необходимо учитывать в нашей стране.
Одновременно последовал ряд «докладных записок в ЦК КПСС от экономистов, побывавших в командировках в США», в которых «использование вычислительной техники для управления экономикой приравнивалось к моде на абстрактную живопись».
В этих условиях вместо того, чтобы заниматься проектом автоматизации системы управления, В. М. Глушков вынужден был тратить время на опровержение дезинформации, которую он называл «умело организованной американским ЦРУ». Окончательный удар по проекту В. М. Глушкова нанёс министр финансов В. Ф. Гарбузов, который заявил А. Н. Косыгину, что «Госкомупр станет организацией, с помощью которой ЦК КПСС будет контролировать, правильно ли Косыгин и Совет Министров в целом управляют экономикой». В связи с этим «была предпринята кампания на переориентации основных усилий и средств на управление технологическими процессами».

## 1980-е годы
В начале 1980-х годов в стенах ВНИИПОУ (Всесоюзный научно-исследовательский институт проблем организации и управления) наконец-то появился том под названием «Технический проект системы ОГАС», который никем из руководителей не был утверждён и не был даже подписан В. М. Глушковым. Активность по продвижению идеи создания в СССР системы ОГАС практически всех её сторонников стала явно затухать после смерти 30 января 1982 года Виктора Михайловича Глушкова. Лишь Анатолий Иванович Китов, который в то время работал заведующим кафедрой «Вычислительная техника и программирование» в МИНХ (ныне РЭУ) имени Г. В. Плеханова, ещё пытался что-то предпринять в плане убеждения руководителей перестройки (М. С. Горбачёва и других) в жизненной необходимости для СССР реализации проекта ОГАС, считая что именно этот проект может поддержать национальную экономику и спасти страну от краха, выразившегося позднее в её распаде.
С Главным вычислительным центром Госснаба СССР несколько лет сотрудничал лауреат Нобелевской премии по экономике Л. В. Канторович, пытаясь применить разработанные им математические методы оптимального планирования загрузки производственных мощностей. Можно также упомянуть, что программы оптимизации железнодорожных перевозок грузов промышленного назначения, разработанные в ВЦ Госснаба УССР, применялись также и рядом других территориальных ВЦ Госснаба СССР.
В 1963 г. ЦК КПСС и Совет министров СССР поставили перед Министерством связи СССР задачу создания Единой автоматизированной системы связи — ЕАСС. В 1976 году XXV съезд КПСС утвердил задание создать на базе ЕАСС Общегосударственную сеть передачи данных (ОГСПД). Реализация этих планов испытывала те же трудности, что и ОГАС. При этом в Ленинграде с конца 1970-х годов начинает «естественным образом» (в силу насущных научных и экономических потребностей) развиваться Академсеть, создатели которой решили строить её самостоятельно без поддержки с союзного уровня: «программа по созданию Общегосударственной сети передачи данных (ОГСПД) как подсистемы Единой автоматизированной сети связи (ЕАСС) страны должным образом не выполнялась, поэтому организовывать каналы передачи данных ЛНИВЦ приходилось, в основном, своими силами (что стало впоследствии правилом для разработчиков ленинградской академсети на всех этапах её развития)». Академсеть была спроектирована в союзном масштабе на основе оптических и спутниковых цифровых каналов, но фактически была построена только ленинградская её часть, другие города могли выходить на связь по телефонам через модемы по зарубежному протоколу X.25 (принят Международным союзом электросвязи в 1976 году, в 1986 году адаптирован в СССР как ГОСТ). В Москве в 1982 году был создан институт ВНИИПАС для того чтобы стать центром будущей всесоюзной Академсети, а также узлом международной компьютерной связи, так как он имел зарубежные модемные и спутниковые соединения. В 1992 году, после распада СССР, вычислительная техника и прочее оборудование Академсети было уничтожено. В 1990 году Советский Союз вышел в тогдашний мировой Интернет (Usenet) «в частном порядке» благодаря усилиям специалистов полукустарной сети «Релком» и получил 19 сентября 1990 года через Финляндию государственный домен .su.

## Критика и резонанс
Доктор экономических наук, главный научный сотрудник Института экономики РАН Т. Е. Кузнецова отмечает:

 Однако вернемся в конец 60-х — начало 70-х годов, когда по подсказке Н. А. Цаголова, о чем повествует Г. Х. Попов, «ЦК воспользовался атаками на Гатовского (директора Института экономики АН СССР — Т. К.), чтобы послать в Институт экономики комиссию. Цаголов очень умно сам в комиссию не вошел. Ее возглавил наш декан (Экономического факультета МГУ — Т. К.) М. В. Солодков. И весь состав комиссии означал, что она будет „процаголовской“. Комиссия подготовила разгромную справку» (с.384). Далее Г. Х. Попов продолжает откровенничать: «Я тоже входил в состав этой комиссии. У меня к Институту экономики были свои счеты. Он — как я считал — не давал должного отпора наступлению Центрального экономико-математического института. А ЦЭМИ сначала вообще чуть ли не солидаризировался с моделью полной „АСУнизации“ страны академика В. М. Глушкова (модель предполагала замену всего аппарата управления экономикой сетью автоматизированных центров — АСУ). Потом ЦЭМИ перешел к другой модели — СОФЭ, — где все планирование и управление заменяла сложно взаимодействующая иерархия математических моделей. Я, как сторонник других взглядов на управление, считал СОФЭ и АСУ главными опасностями, чем-то вроде „электронного фашизма“. И, естественно, негодовал на Институт экономики, который первым должен был бы со всем этим бороться» (с.384).

Эти рассуждения Г. Х. Попова свидетельствуют о предвзятости и необъективности комиссии, результат которой был ясен еще до начала ее работы. От этих откровений автора веет цинизмом и фанаберией. Почему, собственно, он (выдающийся уже в то время, как он себя позиционирует, управленец) сам не боролся с ЦЭМИ, а это должен был делать Институт экономики?— К истории Института экономики РАН (АН СССР): домыслы и реалии
В 2016 году в США вышла книга «Как не опутать сетью страну: Непростая история советского Интернета» профессора Университета Талсы Бенджамина Питерса. Книга рассказывает об ОГАС, Глушкове, Китове и сопутствующих событиях. Профессор Гарварда Джонатан Зиттрейн посчитал, что книга «заполнила пробел в истории Интернета, подчеркнув, насколько важны преемственность и открытость для сетевых разработок». Другие рецензенты в связи с этим отметили, что «советские учёные могли опередить США в создании Интернета, но малообразованное и недальновидное руководство СССР пожалело на это 20 миллиардов рублей».
С социологической точки зрения ОГАС назвали проявлением «алгократии», то есть «власти алгоритмов».